# 渡会伸
渡会 伸（わたらい しん、1918年12月13日 - 2001年5月28日）は日本映画の録音技師。秋田県大館市出身。

## 経歴
1938年に東宝の録音助手として入社。東宝争議の際には人生労働組合の委員長を務めた。1957年より録音技師となり、岡本喜八の独立愚連隊シリーズや暗黒街シリーズにつく。『太平洋の翼』『日本のいちばん長い日』『激動の昭和史 軍閥』『トラ・トラ・トラ!』など戦争映画も多く手がけた。
2001年4月に行なわれた黒澤版『トラ・トラ・トラ!』スタッフ座談会では、黒澤明降板前後の事情について詳しく証言している。

## 主要作
- 忘却の花びら（1957年）
- 大当り三色娘（1957年）
- 一本刀土俵入（1957年）
- 喜劇 駅前旅館（1958年）
- 独立愚連隊（1959年）
- 暗黒街の対決（1960年）
- 独立愚連隊西へ（1960年）
- 太平洋の翼（1963年）
- 大盗賊（1963年）
- 赤ひげ（1965年）
- 大菩薩峠（1966年）
- レッツゴー!若大将（1967年）
- 殺人狂時代（1967年）
- 日本のいちばん長い日（1967年）

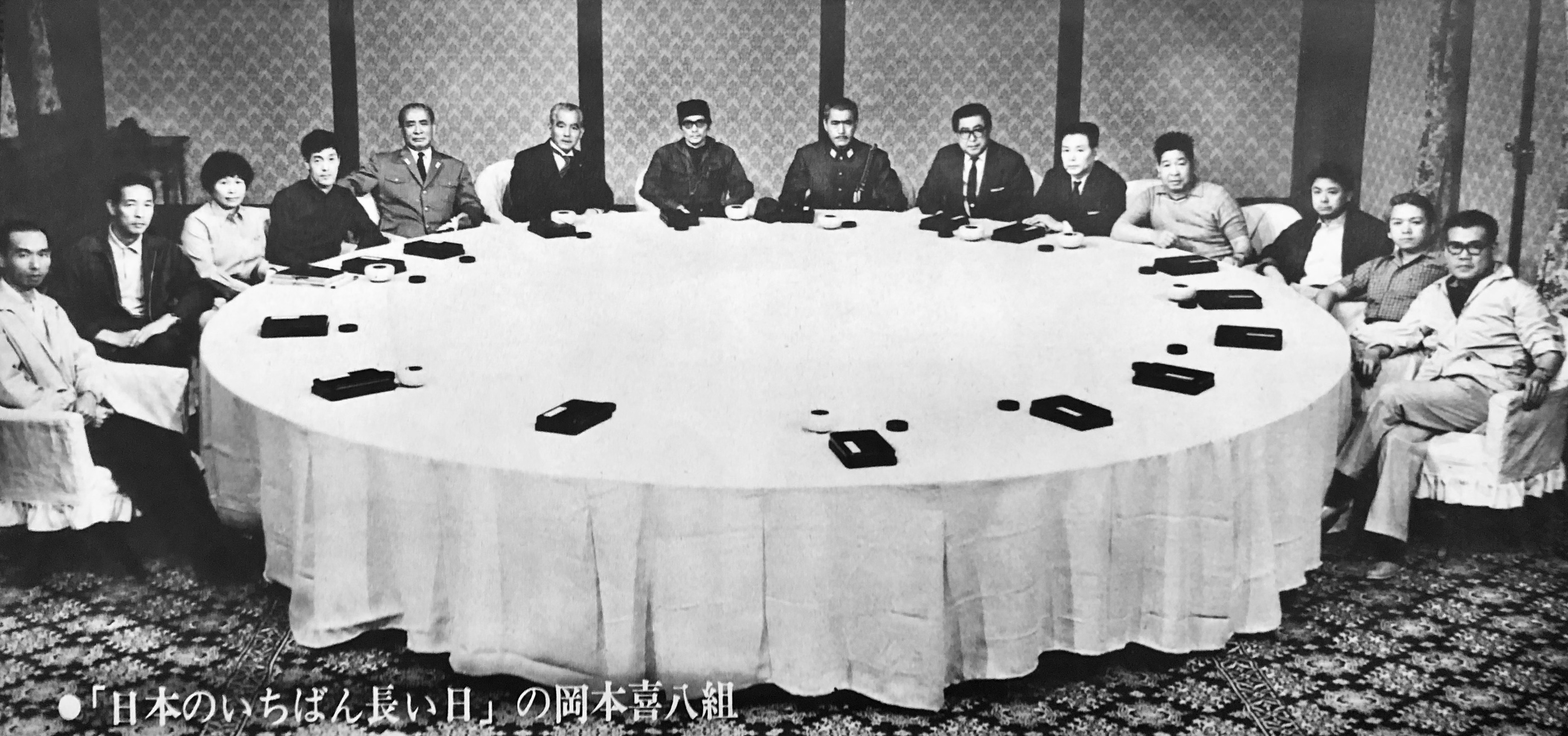
『日本のいちばん長い日』（1967年）のスタッフとキャスト。
左から、鈴木政雄、渡会伸、森淑子、村井博、山村聡、笠智衆、岡本喜八、三船敏郎、藤本真澄、田中友幸、西川鶴三、山本迪夫、阿久根巌、吉崎松雄。首相官邸閣議室のセットにて。

- 怪獣島の決戦 ゴジラの息子（1967年）[1]
- 肉弾（1968年）
- 激動の昭和史 軍閥（1970年）
- トラ・トラ・トラ!（1970年）
- 呪いの館 血を吸う眼（1971年）
- 激動の昭和史 沖縄決戦（1971年）
- 忍ぶ糸（1973年）
- 青葉繁れる（1974年）
- 東京湾炎上（1975年）
- スリランカの愛と別れ（1976年）
- ふたりのイーダ(1976年)
- 子育てごっこ(1979)
- あゝ野麦峠（1979年）
- アッシイたちの街（1981年）
- 南十字星（1982年）
- しのぶの明日(1984年)

## 受賞歴
- 1965年 - 日本映画技術賞録音賞 「日本のいちばん長い日」（東宝）の録音